# Air Command
Il Canadian Forces Air Command (AIRCOM) o Commandement aérien des Forces canadiennes (COMAIR), noto anche come Canadian Air Force o Force aérienne du Canada, è stata dal 1975 al 2011 la componente aerea delle Canadian Armed Forces, le forze armate del Canada.

## Storia
Istituito nel 1975, l'AIRCOM rileva le tradizioni militari della Royal Canadian Air Force (RCAF), che è stata al 1924 al 1º febbraio 1968 (quindi anche durante la seconda guerra mondiale), la denominazione ufficiale.

## Aeromobili in uso
Sezione aggiornata annualmente in base al World Air Force di Flightglobal del corrente anno. Tale dossier non contempla UAV, aerei da trasporto VIP ed eventuali incidenti accorsi durante l'anno della sua pubblicazione. Modifiche giornaliere o mensili che potrebbero portare a discordanze nel tipo di modelli in servizio e nel loro numero rispetto a WAF, vengono apportate in base a siti specializzati, periodici mensili e bimestrali. Tali modifiche vengono apportate onde rendere quanto più aggiornata la tabella.
| Aeromobile                            | Origine            | Tipo | Versione (denominazione locale) | In servizio (2023) | Note | Immagine |
| Aerei da combattimento                |                    | |                                 |                    | |          |
| McDonnell Douglas F/A-18 Hornet       | Stati Uniti        | cacciabombardiereconversione operativa                                                                         | CF-188ACF-188B                  | 6524               | 138 consegnati (97CF-188A e 40 CF-188B). Sono basati al 3° Wing di Bagotville, Quebec e 4° Wing di Cold Lake, Alberta. Al novembre 2017 i 90 in servizio furono modernizzati allo standard phase II. Ulteriori 25 F/A-18 sono stati acquistati a gennaio 2019 dalla RAAF australiana, 18 dei quali saranno immessi in servizio, mentre 7 saranno utilizzati come fonti di parti di ricambio. I primi due F/A-18A ex RAAF sono stati consegnati a febbraio 2019, e prima di essere immessi in servizio saranno portati ad uno standard simile a quello dei CF-188. L'ultimo dei 18 esemplari ex australiani è stato consegnato a maggio 2021. |          |
| Lockheed Martin F-35 Lightning II     | Stati Uniti        | cacciabombardiere                                                                                              | F-35A                           | 0                  | 88 F-35A selezionati il 28 marzo 2022. Ordine per 88 F-35A ufficialmente formalizzato il 9 gennaio 2023, con consegne previste tra il 2026 e il 2032. |          |
| Aerei per impieghi speciali           |                    | |                                 |                    | |          |
| Lockheed CP-140 Aurora                | Stati Uniti        | aereo antisommergibileaereo da pattugliamento marittimo Ricerca e soccorso pattugliamento artico e sulla pesca | CP-140 AuroraCP-140A Arcturus   | 141                | 18 consegnati. Al dicembre 2017 sono 15 gli esemplari ancora in servizio che saranno aggiornati in base al programma Block IV, che comprende un data link con protocollo link 16 ed un sistema di contromisure infrarosse direzionali (DIRCM, Directional Infra-Red Counter-Measure) Leonardo "Miysis". Di base presso il 19° Wing a Comox, Columbia Britannica e 14° Wing a Greenwood, NS |          |
| Airbus CC-295 Kingfisher              | Unione europea     | SAR | CC-295W                         | 5                  | 16 aerei ordinati nel 2017 che andranno a sostituire, dal 2019, i C-130 Hercules ed i CC-155 Buffalo nelle missioni SAR. |          |
| Beechcraft King Air 350               | Stati Uniti        | ISR | B350ER                          | 0                  | 3 King Air 350ER (Extended Range) da ricognizione e sorveglianza ordinati ad ottobre 2018, dotati di 3 torrette elettro-ottiche MX-15D, 3 MWS AN/AAR-47B(V), 3 dispenser per contromisure AN/ALE-47 e 3 ricetrasmettitori VORTEX Dual RF in banda Ku. |          |
| Aerei da rifornimento in volo         |                    | |                                 |                    | |          |
| Airbus CC-150 Polaris                 | Unione europea     | aerocisterna                                                                                                   | CC-150 Polaris                  | 2                  | 5 consegnati. |          |
| Lockheed KC-130 Hercules              | Stati Uniti        | aerocisterna                                                                                                   | KC-130H                         | 4                  | 5 consegnati. |          |
| Airbus A330 MRTT                      | Unione europea     | aerocisterna                                                                                                   | CC-330 Husky                    | 0                  | 9 A330 MRTT (ridesignati CC-330 Husky) ordinati a luglio 2023. Di questi, due A330-200 ex Kuwait Airways acquistati a luglio 2022, mentre ulteriori tre A330 di seconda mano sono stati ordinati a luglio 2023 all'International Air Finance Corporation, portando il numero totale di aeromobili di seconda mano a cinque esemplari che saranno aggiornato alla versione MRTT successivamente. Quattro nuovissimi A330MRTT acquistati direttamente da Airbus Defence and Space nella loro configurazione finale. |          |
| Aerei da trasporto                    |                    | |                                 |                    | |          |
| Lockheed C-130 Hercules               | Stati Uniti        | aereo da trasporto                                                                                             | CC-130H                         | 7                  | 28 esemplari consegnati (di cui 24 C-130E tra il dicembre 1964 e l'agosto 1968 ed entrati in servizio nel 1965, e C-130H) ed in graduale dismissione. |          |
| Lockheed Martin C-130J Super Hercules | Stati Uniti        | aereo da trasporto                                                                                             | CC-130J Hercules                | 17                 | 17 consegnati a partire dal 2010 e tutti in servizio al novembre 2017. |          |
| Boeing C-17 Globemaster III           | Stati Uniti        | aereo da trasporto strategico                                                                                  | CC-177                          | 5                  | 5 consegnati. Di base all'8° Wing di Trenton, Ontario |          |
| Bombardier CC-144 Challenger          | Canada             | aereo da trasporto utility trasporto VIP                                                                       | CC-144C                         | 2                  | 4 consegnati in due lotti da 2 aerei nel 1982 e nel 1999. I primi due aerei sono stati ritirati il 6 giugno 2020. |          |
| Bombardier CC-144D Challenger         | Canada             | aereo da trasporto utility trasporto VIP                                                                       | CC-144D                         | 2                  | 2 Challenger 650 ordinati a giugno 2020 e consegnati alla fine dello stesso anno. |          |
| de Havilland Canada DHC-6 Twin Otter  | Canada             | aereo da trasporto utility                                                                                     | CC-138                          | 4                  | 8 consegnati. Di base a Yellowknife, Territori del Nord Ovest |          |
| Beechcraft Super King Air 350         | Stati Uniti        | aereo da trasporto leggero                                                                                     | B350                            | 2                  | |          |
| Aerei da addestramento                |                    | |                                 |                    | |          |
| BAE CT-155 Hawk                       | Regno Unito        | aereo da addestramento                                                                                         | CT-155 Hawk                     | 17                 | 22 consegnati tra il luglio 2000 e l'agosto 2004. L'Air Command, al 2018, sta eseguendo una serie di modifiche alla sua flotta di Hawk, che potrebbero prolungare la vita degli aerei del 35%, con il programma Hawk Fatigue Life Improvement (FLIP) che prevede modifiche sulla coda e dove le ali incontrano la fusoliera. |          |
| Raytheon CT-156 Harvard II            | Stati Uniti        | aereo da addestramento                                                                                         | CT-156 Harvard II               | 22                 | 26 consegnati. |          |
| Canadair CL-41 Tutor                  | Canada             | aereo da addestramento                                                                                         | CT-114 Tutor                    | 19                 | 169 consegnati. Sono in fase di sostituzione con i CT-156 Harvard II e con i CT-155 Hawk. Un aereo appartenente alla pattuglia acrobatica Snowbirds è andato perso il 17 maggio 2020. |          |
| Grob G 120                            | Germania           | aereo da addestramento                                                                                         | G 120A                          | 14                 | 11 consegnati. |          |
| de Havilland Canada Dash 8            | Canada             | addestratore alla navigazione aerea e tattica                                                                  | CT-142                          | 4                  | 4 consegnati. |          |
| Beechcraft King Air 90                | Stati Uniti        | aereo da addestramento                                                                                         | C90B                            | 7                  | 7 consegnati e tutti in servizio all'ottobre 2018. |          |
| Elicotteri                            |                    | |                                 |                    | |          |
| AgustaWestland CH-149 Cormorant       | Regno Unito Italia | SAR | CH-149 Cormorant                | 13                 | All'ottobre 2019 risultano in servizio 14 dei 15 esemplari ordinati. Ad ottobre 2019 è stato deciso che la flotta sarà aggiornata ed ampliata con ulteriori 2 esemplari (salendo a 16) dei 9 VH-71 Kestrel acquistati dagli Stati Uniti e mai entrati in servizio come "Marine One" (ma tenuti in hangar in buone condizioni), i restanti cinque dei quali sarà utilizzata o come fonte di parti di ricambio, oppure per un nuovo ampliamento della flotta fino a 21 esemplari. A dicembre 2022 è stato firmato un contratto per l'aggiornamento di 13 esemplari attualmente in organico ad uno standard simile agli AW101 Mk612 SAR Queen norvegesi, più l'aggiornamento e l'immissione in organico di 3 dei 9 VH-71 acquistati dagli Stati Uniti. - in forza al 9º stormo di Gander, Terranova, 14º stormo di Greenwood, NS e al 19º stormo di Comox, Columbia Britannica - un elicottero perso in incidente il 13 luglio 2006. - rimpiazza il CH-113 Labrador; |          |
| Boeing CH-47 Chinook                  | Stati Uniti        | elicottero da trasporto pesante                                                                                | CH-147F                         | 13                 | 15 CH-147F consegnati a partire dal 2012. Un esemplare gravemente danneggiato nel 2021, mentre un secondo esemplare è stato perso in un incidente il 20 giugno 2023. |          |
| Bell 206 JetRanger                    | Canada             | elicottero utility                                                                                             | CH-139 JetRanger                | 13                 | 13 consegnati. |          |
| Bell 412                              | Canada             | elicottero utility                                                                                             | CH-146 Griffon                  | 80                 | 100 CH-146 ordinati nel 1992, consegnati tra il 1994 e il 1998. Gli 85 esemplari in servizio al giugno 2022, saranno sottoposti ad un programma di estensione della vita operativa che gli consentirà di rimanere in servizio almeni fino alla metà degli anni trenta. |          |
| Sikorsky CH-148 Cyclone               | Stati Uniti        | elicottero imbarcato antisommergibile                                                                          | CH-148                          | 24                 | 28 esemplari ordinati nel 2004, con consegne pianificate dal 2009, ma iniziate solo dal giugno del 2015 per problemi sorti durante lo sviluppo. |          |

## Aeromobili ritirati
- de Havilland Canada DHC-5 Buffalo - 15 esemplari (1967-2022)[49]
- Bombardier CC-144 Challenger - I primi due esemplari dei 4 consegnati (1982-2020)[27][28]
- CH-124 Sea King - 39 esemplari (1968-2018)[50][51]
- Slingsby CT-111 Firefly - (1992-2006)[52]
- Canadair CT-133 Silver Star - (1953-2005)[52]
- Lockheed CC-130E Hercules - 24 esemplari (1965-2016)[24]
- Beechcraft CT-134 Musketeer - (1971-1992)[52]
- Canadair CF-104 Starfighter - 200 esemplari (1962-1987)
- Lockheed CF-104D Starfighter - 38 esemplari (1962-1987)
- McDonnell CF-101B Voodoo - 132 esemplari (1961-1987)
- Avro Canada CF-100 Canuck - (1952-1981)
- Canadair Sabre
- de Havilland Canada DHC-1 Chipmunk - (1948-1972)[52]
- Beechcraft CT-128 Expeditor - (1941-1972)[52]
- CCF Harvard Mk.4 - (1951-1966)[52]
- Noorduyn Harvard Mk.2 - (1942-1960)[52]
- Cessna Crane - (1941-1949)[52]
- Fleet Cornell (1942-1948) - (1942-1948)[52]
- de Havilland Canada DH.60 Gipsy Moth - (1928-1948)[52]
- Federal Aircraft Anson - (1940-1947)[52]
- Airspeed Oxford - (1939-1947)[52]
- Fleet Finch - (1939-1947)[52]
- de Havilland Canada DH.82C Tiger Moth - (1938-1947)[52]
- Fleet Fawn - (1931-1947)[52]
- Fleet Fort - (1941-1945)[52]

## Personale
Forza Regolare: 14.500.
Forza di Riserva: 2.600.
Civili: 2.500